# Bauhinia platyphylla
Bauhinia platyphylla är en ärtväxtart som beskrevs av George Bentham. Bauhinia platyphylla ingår i släktet Bauhinia och familjen ärtväxter. Inga underarter finns listade i Catalogue of Life.